# MTV Staying Alive
MTV Staying Alive is een goededoelenorganisatie van de muziekzender MTV die zich richt op het beëindigen van de verspreiding van hiv/aids.
Voor het bereiken van dit doel reikt de organisatie jaarlijks een geldbedrag van 12.000 dollar uit, de  MTV Staying Alive Grant, aan organisaties die aan hiv-preventie werken en geleid worden door jongeren tussen 15 en 27 jaar oud. De organisatie werd in 1998 opgericht en heeft de hoofdvestiging in Londen.
De Surinaamse The Big 5 Foundation werd in 2017 voor de tweede keer de MTV Staying Alive Grant toegekend.